# Нур Инајат Кан
Нур Инајат Кан (енгл. Noor-un-Nissa Inayat Khan; Москва, 1. јануар 1914 — Концентрациони логор Дахау, 13. септембар 1944) била је британска тајна агенткиња индијског порекла. Она је била прва жена радио-телеграфисткиња коју је директор Управе за специјалне операције (СОЕ) у окупирану Француску, како би помогла Покрету отпора. Године 1943. ухапсио ју је Гестапо и неколико месеци касније погубљена је у концентрационом логору Дахау.
Нур Инајат Кан такође је позната и као списатељица за децу. Написала је књигу бајки „Дванаест јатака прича” (Twenty Jataka Tales), у којој је традиционалне индијске Јатака приче, у којима се описују претходни животи Буде, у људском и животињском облику, прилагодила деци.

## Биографија

### Порекло и породица
Нур Инајат Кан била је директан потомак Типу Султана, муслиманског владара кнежевине Мисур у Хиндустану из 18. века, kоји је одбио је да се покори британској владавини, због чега је убијен 1799. године.
Отац јој је био Индијац Инајат Кан, музичар и учитељ Суфизма, оснивач реда Суфита на Западу. Проповедао је веру и ненасиље, у ком духу је одгајао и своју децу. Њена мајка била је Американка Ора Реј Бејкер. Инајат Кан и Ора Реј Баркер упознали су се у Сан Франциску и упркос противљењу породице Бејкер, венчали су се 1913. године. После удаје променила је име у Пирани Амена Бегум (Pirani Ameena Begum). За собом је оставила збирку песама „Бројаница од сто једне перле” (Rosary of one hundred and one beads). Неке од 101 песме изгубљене су у рату, а преосталих 54 објављене су 1998. године.
После венчања Инајат Кан је са женом кренуо у Еропу да би основали суфитске „ложе благослова”. Занимљиво је да њихов мистицизам није остао без одјека чак и код знаменитог руског монаха Григорија Распућина. Он је уредио да Инајат буде примљен у Кремљи ту одседне за време свог боравка у Москви.
Осим Нур, породица Кан имала је још троје деце: ћерку Каир (Khair-un-Nisa Inayat Khan, алиас Claire Ray Harper) и два сина, Вилајата (Vilayat Inayat Khan) и Хидајата (Hidayat Inayat Khan). Оба сина била су припадници реда Суфита и наставила су очево учење. Млађи син Хидајат био је познати композитор и диригент.

### Детињство и младост
Нур Инајат Кан рођена је на Нову годину 1914. у Москви. Још док је била новорођенче, породица се преселила у Лондон, а затим у Париз, где се Нур школовала и учила француски језик. После завршене школе студирала је студирала је дечја психологију на Сорбони и музику на Париском конзерваторијуму, компонујући за харфу и клавир. Почела је да пише поезију и дечије приче и постала редовна сарадница дечјих часописа и француског радија. Године 1939. у Ле Фигароу је објавила двадесет прича за децу, које је написала инспирисана традиционалним индијским Јатака причама, које су касније издате и као књига „Двадесет Јатака прича”.

### Рат и погибија
Када је 1939. године избио Други светски рат, учила је за медицинску сестру при Француском Црвеном крсту. Непосредно пред немачку окупацију Француске у новембру 1940. године, Нур је са мајком и сестром побегла у Енглеску. У новембру 1940. придружила се Женским помоћним ваздухопловним снагама (WAAF), где је послата на обуку за радио-телеграфисте. После завршене обуке, крајем 1942. регрутована је у СОЕ и јуна 1943. године одлетела је у Француску да би постала радио-телеграфиста мреже Проспер Покрета отпора. У Паризу је провела лето премештајући се са места на место и избегавајући хапшење. У октобру 1943. ухапсио ју је Гестапо. У новембру је послата у затвор у Пфорцхајму, у Немачкој, где су је чували везану у самици. Упркос мучењима одбила је да открије било какве информације. У септембру 1944. године Нур је, са три друге агенткиње СОЕ-а пребачена у концентрациони логор Дахау, где је стрељана.

## Ратне активности

### Одлазак на задатак
Када је, после завршене обуке, крајем 1942. регрутована је у СОЕ као радио-телеграфисткиња, многи њени инструктори сматрали су да није подобна за конспиративне задатке. Њено отмено држање и владање привлачило је пажњу, што није било спојиво са задацима које је примила на себе. Мишљење њеног главног учитеља конспирације било је негативно, јер је сматрао да је превише емоционална и импулсивна да би дошла у обзир да постане тајни агент. Други њен наставник такође је имао негативно мишљење, јер је сматрао да нема никаквог осећаја за конспирацију, а при томе има лабилну и темпераментну личност. Упркос таквим оценама, закључено је да је Нур „прихватљива”. У то време британска обаветшајна служба је оскудевала у радио-телеграфистима, а за неповољне извештаје о квалитетима ове принцезе један од њених претпостављених је дописао примедбу: „Којешта!”
У ноћи између 16. и 17. јуна 1943. године, заједно са још две агенткиње, Нур се спустила у близини Ле Мана у Француској. . Одатле су девојке кренуле према железничкој станици у Анжеу, где су се раздвојиле и кренуле свака на своју страну. Нур је села на воз и запутила се ка Паризу, путујући под кодним именом Медлин.
У Паризу је Нур успела да прође контролу војне полиције на железничкој станици, а у касне поподневне часове стигла је у стан шефа обавештајне мреже, Емила - Хенрија Гарија, коме је требало да се стави на располагање. Он из Лондона није добио никакво обавештење о њеном доласку, што је био опасан пропуст и наводи на помисао да се радило о шпијуну убаченом од стране непријатеља. Већ сутрадан одвели су је у Државну пољопривредну школу, недалеко од Версаја, где се налазио штаб мреже. Привремено је смештена у стан неког професора, где су неки њени поступци падали у очи. По томе што је у шољицу сипала прво млеко, а затим чај, видело се да је васпитана у енглеском, а не у француском духу. То је била ситница, али таква која би тешко промакла оку немачких обавештајаца. После неколико дана Нур је обојила косу у плаво, што је још више истицало њену тамну индијску пут. Њен станодавац је једном чак морао да је укори што је своју књигу шифара заборавила крај огледала у предсобљу.
Када је Нур стигла у Париз, мрежа Проспер којој је додељена, већ је почела да се осипа. Тада је добила други стан, на самој ивици Булоњске шуме, код станодавке која је била подагент у мрежи. Поново је неопрезно оставила књигу шифара на видном месту и са отвореном страницом која је важила за тај дан. Монтирала свој одашиљач у улици која се налазила недалеко од обавештајног центра Немачке у Паризу. Било је очигледно да би јој више опрезности добродошло, али је то показивало и да јој храброст не мањка. Причало се, чак, да јој је антену за радио-одашиљач монтирао неки сусед Немац, коме је објаснила да је то жица за сушење рубља.
Убрзо је морала и по трећи пут да мења стан, а њен одашиљач остао је у претходном. Од Гарија је сазнала да је шеф Проспера ухапшен, заједно са најближим помоћницима и одмах је о томе обавестила Лондон. Из Лондона јој је саветовано да се неко време притаји и не ради апсолутно ништа, чега се она придржавала једва недељу дана, да би опет дошли до изражаја њена неопрезност и неискуство. Ставила је на главу упадљиво плави шал, омотан у виду турбана, што је још више истицало њене индијске црте и кренула је у посету кући у којој је живела као девојка. Успут је чак посетила неколико својих некадашњих пријатељица. Када је мајор Бодингтон долетео из Лондона да се увери у обим катастрофе која је задесила Просперову мрежу, видео се са Нур само накратко, али је по ономе што је од Гарија чуо закључио да би је хитно требало вратити у Енглеску. То јој је и наложио и требало је да у Лондон полети у ноћи 15. августа 1943. заједно са Бодингтоном и још неколицико агената Проспера. Сви су одлетели, осим Нур, која је одбила да путује, рекавши да ће ту остати док јој не стигне замена.

### Хапшење
Иако је немачка служба безбедности знала за њу, Нур је остала на слободи још пуна два месеца. Немци су дошли и до њених писама рођацима и пријатељима у Енглеској, али нису знали адресу на којој станује. До тог податка су дошли тек после издаје, па је Нур ухапшена 13. октобра 1943. године, да би одмах била спроведена у париско средиште Гестапоа. Приликом хапшења и саслушавања, Нур је била присебна, тако да су и Немци остали задивљени њеним држањем. Испитивао ју је лично шеф одсека за шпијунажу немачке службе безбедности у Паризу, који у почетку није желео да употреби мере присиле. Изгубио је стрпљење кад је покушала да побегне, и то два пута. Оба пута Нур је успела чак да истрчи из зграде на улицу, али су је Немци стигли и вратили назад. Осуђена је и одведена у затвор у Пфорцхајму, у Немачкој, где су је чували везану у самици. Одбила је да открије било какве информације, упркос десет месеци премлаћивања, глади и мучења од стране нациста. Упркос пацифистичком одгоју, Немци су је означили као „веома опасну”. У септембру 1944. пребачена је, са још три агенткиње СОЕ-а, у концентрациони логор Дахау. Стрељана је 23. септембра 1944. године.

## Почасти и признања
Због своје храбрости, Нур Инајат Кан је 1949. године постхумно одликована Џорџовим крстом, као и француским орденом Ратни крст 1939–1945. Једна је од само три жене, припаднице СОЕ-у којој је додељен Џорџов крст. Остале две, Виолета Сабо и Одет Халоус, добиле су далеко више признања, укључујући и филмове који су снимљени о њиховим животима.
Године 2006. објављена је књига Шрабани Басу „Принцеза Шпијунка: живот Нур Инајат Кан”, једна од најинспиративнијих прича из Другог светског рата, испричана кроз животну причу ове храбре жене. Њен лик, као Медлин, се појављује у мини серији из 1979. године „Човек звани Неустрашиви” (A Man Called Intrepid), а тумачи је Барбара Херши.
У новембру 2012. у Лондону је откривена је спомен-биста Нур Инајат Кан, што је први споменик једној Азијаткињи и Муслиманки подигнут у Великој Британији.